# Implanon
Bản mẫu:Infobox Birth control
Que cấy tránh thai chứa hóc môn chống rụng trứng (Etonogestrel contraceptive implant), được bán dưới tên thương hiệu Nexplanon và Implanon là que tránh thai dưới da cấy ghép được thực hiện bởi Merck & Co đặt ngay dưới da cánh tay của một người phụ nữ và chứa etonogestrel (hóc môn chống rụng trứng). Nexplanon / Implanon là một loại tác dụng kéo dài tránh thai có thể đảo ngược, hình thức hiệu quả nhất để kiểm soát sinh đẻ. Nexplanon và Implanon NXT là cơ bản giống với Implanon trừ Nexplanon và Implanon NXT có thêm 15 mg bari sulfat vào lõi, vì vậy nó có thê bị phát hiện bởi x-ray. Nexplanon / Implanon NXT cũng có bôi được nạp sẵn để chèn dễ hơn. Implanon lần đầu tiên được chấp thuận cho sử dụng ở Indonesia vào năm 1998, sau đó được chấp thuận cho sử dụng tại Hoa Kỳ vào năm 2006. Cấy tránh thai dưới da đang được sử dụng bởi 11 triệu phụ nữ trên khắp thế giới và được chấp thuận cho sử dụng ở hơn 60 quốc gia đến năm 2003

## Tác dụng phụ
Chảy máu kinh bất thường và đốm có thể xảy ra: Nhiều phụ nữ sẽ trải nghiệm một số loại chảy máu bất thường, không thể đoán trước, kéo dài, thường xuyên, hoặc không thường xuyên khi sử dụng Nexplanon hoặc Implanon. Một số phụ nữ cũng trải qua vô kinh. Đối với một số phụ nữ, chảy máu kéo dài sẽ giảm sau ba tháng đầu tiên sử dụng. Tuy nhiên, phụ nữ khác có thể trải nghiệm mẫu máu này thông qua cả ba năm sử dụng. Trong khi thí nghiệm cho thấy không nguy hiểm, đây là những lý do phổ biến nhất mà phụ nữ đưa cho ngừng việc sử dụng. Sau khi gỡ bỏ, kinh nguyệt trở lại như bình thường ở hầu hết phụ nữ.
Biến chứng: Một số tác dụng phụ nhỏ như vết thâm tím, kích ứng da, hoặc đau xung quanh chỗ nhét rất phổ biến. Tuy nhiên, có một số biến chứng hiếm gặp có thể xảy ra, chẳng hạn như nhiễm trùng. Trong một số trường hợp, một biến chứng nghiêm trọng xảy ra khi các nhà cung cấp không chèn, và thanh còn lại. Một nghiên cứu ở Úc báo cáo 84 lần mang thai.
Dịch chuyển. Mặc dù rất hiếm, thanh implanon đôi khi có thể di chuyển một chút bên trong cánh tay. Điều này có thể làm cho việc loại bỏ khó khăn hơn. Có thể chèn Implanon hoặc Nexplanon tại vị trí như một cấy ghép trước đó làm tăng khả năng di chuyển. Implanon thanh có thể được đặt chỉ thông qua siêu âm tần số cao hoặc chụp cộng hưởng từ (MRI). Nexplanon có thể được định vị bằng X-quang truyền thống hay CT-scan vì sự bao gồm của bari sulfat.
Tăng cân: Một số phụ nữ có thể gặp tăng cân nhẹ khi sử dụng mô cấy. Tuy nhiên, các nghiên cứu hiện nay là không kết luận, vì họ không so sánh trọng lượng của phụ nữ sử dụng Implanon / Nexplanon với một nhóm phụ nữ không sử dụng mô cấy. Sự gia tăng trung bình trọng lượng cơ thể trong nghiên cứu này là ít hơn 5 pound (2,25 kg) trong hơn 2 năm.
U nang buồng trứng: Một phần nhỏ của phụ nữ sử dụng Implanon / Nexplanon và cấy tránh thai khác phát triển u nang buồng trứng. Thông thường các u nang sẽ biến mất mà không cần điều trị.
Phản ứng thuốc:. Có thể là cấy ghép có tương tác thuốc tương tự như thuốc tránh thai kết hợp. Tuy nhiên, tương tác thuốc với Implanon / Nexplanon chưa được nghiên cứu một cách hệ thống.
Mang thai: đó là khuyến cáo rằng Implanon hoặc Nexplanon được gỡ bỏ nếu một thai kỳ không xảy ra. Tuy nhiên, không có bằng chứng cho thấy rằng cấy ghép có tác dụng tiêu cực đến mang thai hoặc bào thai đang phát triển.
Mụn: Mụn đã tự báo cáo là một tác dụng phụ của Implanon, và được liệt kê như là một tác dụng phụ của FDA. Tuy nhiên, một nghiên cứu của người sử dụng Implanon thấy rằng đa số người sử dụng có mụn trứng cá trước khi đưa họ báo cáo rằng mụn trứng cá của họ đã giảm, và chỉ có 16% những người không có mụn trứng cá trước khi chèn bị mụn trứng cá.
Các triệu chứng có thể khác: Các triệu chứng khác đã được báo cáo trong các thử nghiệm lâm sàng của Implanon hoặc Nexplanon bao gồm đau đầu, rối loạn cảm xúc, đau bụng, mất ham muốn tình dục, và khô âm đạo. Tuy nhiên, chưa có nghiên cứu nào kết luận xác định rằng các triệu chứng này là do cấy ghép.

## Ưu điểm[1]
Đối tượng sử dụng của Implanon là rất rộng. Các bà mẹ đang cho con bú, phụ nữ trên 40 tuổi, người có u xơ tử cung có thể sử dụng Implanon an toàn. Các bà mẹ tốt nhất nên đợi trẻ hơn 6 tuần tuổi mới bắt đầu sử dụng que cấy này.
Implanon chỉ đặt 1 lần duy nhất, chỉ với 1 que cấy, Các trường hợp có yếu tố nguy cơ cho tim mạch như hút thuốc lá, béo phì, tiểu đường hay cả bệnh nhân cao huyết áp đều có thể dùng Implanon.

## Nhược điểm[1]
Thường gây rong kinh trong vài tháng đầu.

Cũng như dụng cụ tử cung, Implanon cần phải được đặt tại cơ sở y tế và được thực hiện bởi nhân viên y tế được huấn luyện về cách đặt và rút que cấy.

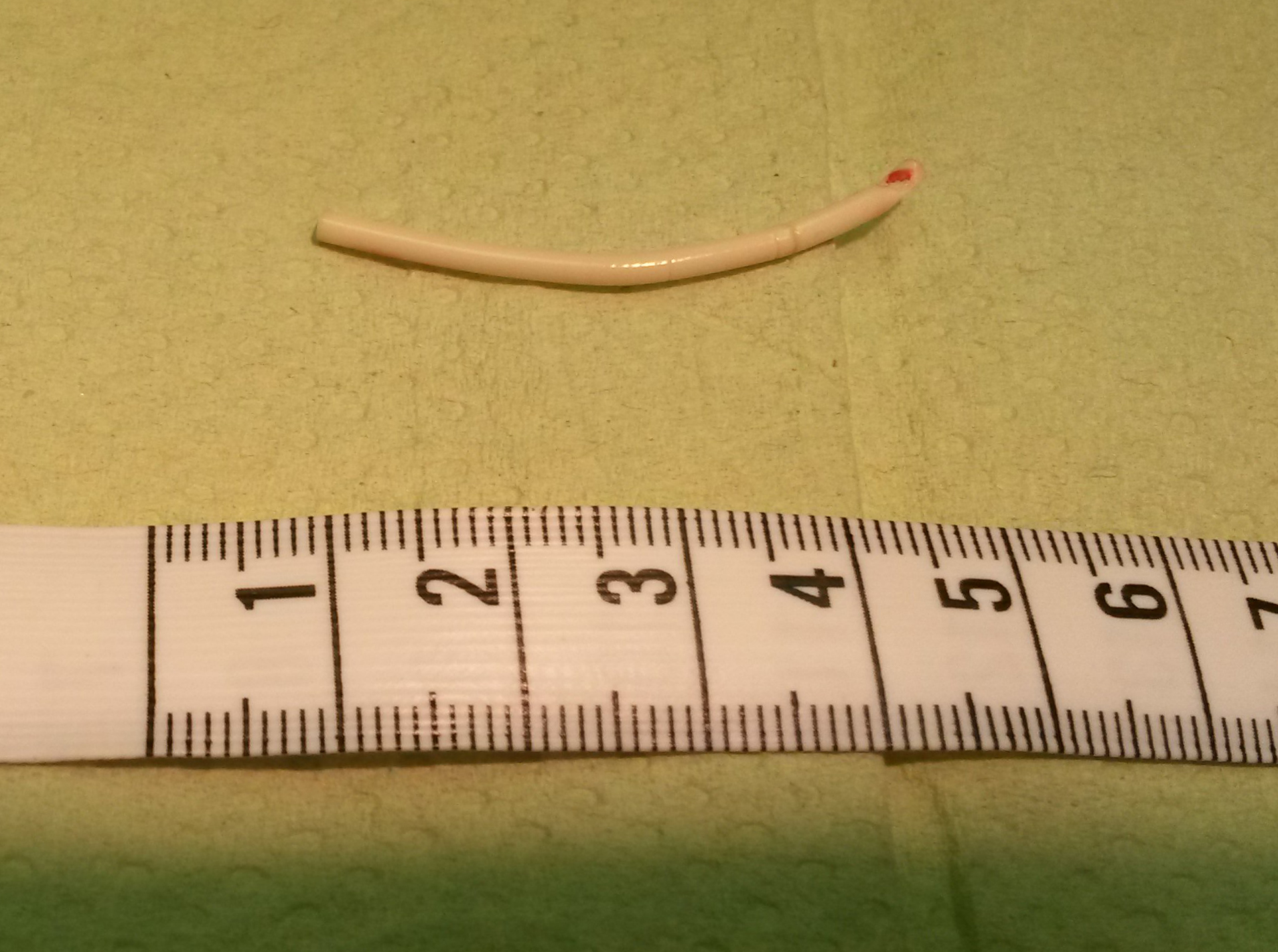
Thanh được lấy ra